# Giuseppe Beotti
Giuseppe Beotti, né le 26 août 1912 à Gragnano Trebbiense en Italie, tué le 20 juillet 1944 à Bardi, est un prêtre catholique italien tué par des soldats nazis pour ses actes caritatifs, notamment en faveur des Juifs, des résistants, et des autres clandestins. Don Beotti, comme il est appelé, est reconnu comme martyr par l'Église catholique depuis le 20 mai 2023. Sa béatification est prévue le 30 septembre 2023 dans la Cathédrale de Plaisance.

## Biographie
Giuseppe Beotti naît le 26 août 1912 à Campremoldo Sotto, village sur la commune de Gragnano Trebbiense dans la province de Plaisance, dans la région d'Émilie-Romagne, en Italie. Il est baptisé le jour de sa naissance. Il est issu d'une famille d'agriculteurs. Son père Emilio Beotti combat pendant la Première Guerre mondiale, pendant que sa mère, Ernesta Mori, prend soin de la famille et l'éduque dans la foi catholique. Entre 1916 et 1919, il perd trois frères, il ne lui reste plus que ses deux sœurs. Entre la guerre, le travail et les études, Giuseppe Beotti découvre progressivement sa vocation religieuse.
Il entre en 1925 au séminaire du diocèse de Plaisance. Il est ordonné prêtre le 2 avril 1938. Il commence son ministère comme curé de Borgonovo Val Tidone.
Le P. Beotti est connu pour sa vive sensibilité à l'égard des familles nécessiteuses. Il aide également les jeunes, luttant pour leur droit à recevoir une éducation de qualité.
Au début de la Seconde Guerre mondiale, il est envoyé en 1940 sur la commune de Bardi dans la province de Parme, comme curé du village de Sidolo. La ville est en 1944 envahie par les troupes militaires allemandes nazies. Il n'hésite cependant pas à prêter son concours sans exception, et accueille une centaine de Juifs. Il aide aussi les résistants, les rebelles, les soldats fugitifs et les prisonniers de guerre évadés, persécutés et blessés. Durant cette période troublée, il n'hésite pas à défendre les droits de ses paroissiens et, pour cette raison, il fait l'objet d'une procédure pénale qui, heureusement pour lui, n'aboutit pas.
Confronté aux dangers immédiats comme les menaces d’arrestation et les représailles nazies, il ne fuit pas. Il reste dans sa paroisse dans une prière constante. Le dimanche 16 juillet 1944, au cours de la messe, il déclare : « S'il reste encore un sacrifice pour arrêter cette guerre, Seigneur, prends-moi !.
Il est arrêté dans la nuit du 20 juillet à Sidolo, en même temps que le curé de Porcigatone, Francesco Delnevo, et le séminariste Italo Subacchi, qui s'étaient réfugiés avec lui dans l'église. Ils sont fusillés. Il avait alors 31 ans,. Avant d'être tué, il fit une dernière fois le signe de croix, tenant son bréviaire de l'autre main. Son assassinat était motivé par la haine des nazis pour avoir violé leur politique antisémite.

## Béatification
La cause en béatification du P. Giuseppe Beotti est ouverte au niveau diocésain le 21 novembre 2010. La clôture officielle de cette procédure diocésaine a lieu le 7 novembre 2014, avec la remise des témoignages au Dicastère pour les Causes des Saints. Le 20 mai 2023, le pape François autorise la promulgation du décret reconnaissant son martyre,. La cérémonie de béatification est prévue le 30 septembre 2023, dans la cathédrale de Plaisance.